# Xavier Rohart
Xavier Charles René Rohart (Thionville, 1 de julho de 1968) é um velejador francês, medalhista olímpico. Ele competiu nos Jogos Olímpicos de Verão de 2004 na classe Star e conquistou a medalha de bronze, tendo totalizado 54 pontos nas onze regatas disputadas, ao lado de Pascal Rambeau.
Rohart conquistou um total de sete medalhas em campeonatos mundiais, duas delas no bote Finn e cinco no Starboat. Na classe Finn, garantiu a medalha de bronze em 1997 e 1998, e no Starboat conquistou o título em Cádiz em 2003 e em Buenos Aires em 2005. Em 2015 também se sagrou campeão europeu no Starboot.